# Barranco de Sía
El barranco de Sia es un curso de agua del norte de la península ibérica, afluente del río Gállego. Discurre por la provincia española de Huesca.

## Descripción
Discurre por la provincia aragonesa de Huesca. Nace en los alrededores de Yésero y, tras fluir en dirección oeste, termina desembocando, pasado Gavín, en la margen izquierda del río Gallego. Aparece descrito en el decimocuarto volumen del Diccionario geográfico-estadístico-histórico de España y sus posesiones de Ultramar de Pascual Madoz de la siguiente manera:

SIA: riach. en la prov. de Huesca: tiene su orígen en los términos de Linas y Yésero en los declives llamados Comar del Infierno y Cotefablo, confines ya del part. de Boltaña, y corriendo de E. á O. por los términos de Yésero, entra en el part. de Jaca, por los del desp. de Fañanás y por los del pueblo de Jabin, regando en unos y otros unos huertecillos, y desagua en el Gállego por su izq. á las dos horas de su nacimiento.
(Madoz, 1849, p. 377)

Las aguas del río, perteneciente a la cuenca hidrográfica del Ebro, terminan vertidas en el mar Mediterráneo.